# Grace Amponsah-Ababio
Grace Amponsah-Ababio (* 22. Dezember 1941 in Akumadan) ist eine ghanaische Zahnärztin und Diplomatin im Ruhestand.
Von 1955 bis 1959 besuchte sie in Ghana die Wesley Girls’ Senior High School in Cape Coast. Von 1961 bis 1962 studierte sie an der Nationalen Technischen Universität der Ukraine „KPI“ in der Sowjetunion. Im gleichen Staat studierte sie von 1962 bis 1966 an der Nationalen Medizinischen Universität Odessa. Als Zahnärztin war sie auf Stomatologie spezialisiert.
Von 1967 bis 1969 war sie House officer am Komfo Anokye Teaching Hospital in Kumasi. Sie war dann von 1972 bis 1974 leitende Zahnärztin am Korle-Bu Teaching Hospital. Im Anschluss, von 1974 bis 1978, war sie leitende Zahnchirurgin an der städtischen Poliklinik im Stadtteil Ussher Fort in Accra. Sie führte von Januar 1979 bis September 2001 ihre private Zahnarztpraxis. Von 1989 bis 2001 gehörte sie zu den Initiatoren der „Mobile Dental Clinic“ und „Social Dental Outreach“, mit der zahnärztliche Leistungen für Gemeinden in Not in Ghana erbracht wurden. Als Nachfolgerin von Eunice Brookman-Amissah war sie von September 2001 bis zum 5. September 2004 Botschafterin in Den Haag (Niederlande) und war bei der Organisation für das Verbot chemischer Waffen akkreditiert.